# Logiske undersøgelser
Logiske undersøgelser (tysk: Logische Untersuchungen) er en filosofisk bog af Edmund Husserl, udgivet i to bind i 1900 og 1901, med en andenudgave i 1913 og 1921. I Logiske undersøgelser, der var et resultat af Husserls interesseskift 1890 og 1900 fra matematik til logik og erkendelsesteori: Logiske undersøgelser var kulminationen på denne udvikling.
Husserl hævder, at matematiske love ikke er empiriske love, der beskriver hvordan bevidstheden fungerer, men ideelle love, hvis nødvendighed man indser med a priori intuition. Husserls synspunkter var muligvis også påvirket af Gottlob Freges kritisk af Husserls Philosophie der Aritmetik (1891) Til trods for at Husserl opgav psykologismen, findes tesen, at logiske entiteter som sagforhold, universalier og tal kan reduceres til mentale tilstande eller aktiviteter i Logiske undersøgelser, og derfor har nogen kommentatorer set en genoprettelse af psykologismen i andet bind. Logiske undersøgelser hjalp med til at skabe fænomenologien, og er blevet ansat for at have muliggjort det tyvende århundredes kontineltalfilosofi. Martin Heidegger er blandt dem, der blev påvirket af den.

## Opsummering
I første bind (Prolegomena til den rene logik / 'Prolegomena zur reinen Logik) kritiserer Husserl psykologisken, altså den doktron at logiske entiteter som domme, universalier og tal kan reduceres til mentale tilstande eller aktiviteter, idet han insisterer på at denne slags bevidsthedsgenstande er objektive, og forsøget på at reducere dem til bevidsthedsaktivitet er selvmodsigende.
Andet bind, i to dele, (Undersøgelser i fænomenologi og erkendelsesteori /Untersuchungen zur Phänomenologie und Theorie der Erkenntnis indeholder seks undersøgelserne (de første fem i del I og den sjette i del II). Andet bind indeholder undersøgelser af tegn og ord, abstraktion, del og helhed, logisk grammatik, begrebet om repræsentation, sandhed og evidens. Husserl udvider her sin tidligere distinktion mellem untiitiv presentation og symbolsk intention til bevidsthed om alle bevidsthedsgenstande. Kontrasten mellem tom intention og udfyldt intention anvendes her på perceptionsgenstande, såvel som på kategorielle genstande, Husserl term for ting som tilstande, relationer og årsagsforbindelser. Husserl argumenterer for, at det er muligt at have en intellektuel intuition af disse ting, og at denne sker når en genstand artikuleres som havende særlige træg eller forhold, og han relaterer de kategorielle genstandes formelle struktur til sprogets grammatik.
Husserl påpeger, at simple materielle genstande kan intenderes enten tomt eller intuitivt, men selv når de er intuitivt givet, bevarer de sider der er fraværende og kun er medintenderede. Perception ses derfor af Husserl som en blanding af tomme og udfyldte intentioner. ""Intentionalitet" er en term Husserl bruger til at referere til både tomme og udfyldte intuitioner. Det betegner det forhold bevidstheden har til ting, om de så er givet direkte eller kun er ment i deres fravær. Ifølge Husserl, er genstandendes identitet givet, når en genstand der før var intenderet tomt bliver det samme, som det, der er givet i det nærværende øjeblik. Identiteter gives selv i den perceptielle erfaring, hvor en genstands forskellige sider og aspekter vedbliver med at præsentere den samme genstand. De er givet mere eksplicit i katerogiske intuitioner, når den delvise identitet mellem en genstand og dens egenskaber erkendes, eller når der fokuseres direkte på den identitet som en genstand har med sig selv. Disse fænomener beskriver Husserl som former for identitetssyntese.

## Indflydelse og modtagelse
Logiske undersøgelser er blevet anset for at have muliggjort det tyvende århundredes kontinentale filosofi. Ifølge Donn Welton introducerede Husserl et nyt begreb om forholdet mellem sprog og erfaring, mening og betydning og subjekt og objekt, og ved at han forsøgte at sammensmelte en meningsteori med en sandhedsteori, og en teori om subjektet med en teori om objektet hjalp han med til at skabe fænomenologien, en ny form for filosofi der gik ud over systemer som psykologisme, formalisme, realisme, idealisme og subjektivisme.
Martin Heidegger studerede Logiske undersøgelser da han har studerende i Freiburg, hvor den var så upopulær, at Heidegger nemt kunne blive ved med at fornyet lånet fra biblioteket. Heidegger forventede at Logiske undersøgelser ville kaste lys på værens forskellige meninger, (Som Carl Braig's On Being, som Heidegger allerede havde læst), men han blevv skuffet. Til trods herfor blev Heidegger imponeret af bogen, og den hjalp med til at han besluttede at studere filosofi. Lige så vigtig for Heidegger var den sjette Logiske undersøgelse, hvori Husserl skelner mellem perceptiv og kategorial intuition. Heidegger mente, som Theodor W. Adorno, at andet bind af Logiske undersøgelser var en genoplivelse af psykologiskem, hvilket forvirrede ham. I Væren og tid (1927), skriver Heidegger, at Husserls Logiske undersøgelse gjorde hans eget arbejde muligt.
Den tyske filosof Emil Lask blev også påvirket af Logiske undersøgelser. Heidegger krediterer ham som den eneste der har taget Husserls Undersøgelser op, uden for fænomenologien, idet han peger på Lasks værker Die Logik der Philosophie und die Kategorienlehre (1911) and Die Lehre vom Urteil (1912). Jacques Derrida, der studerede Logiske undersøgelser som studerende i 1950'erne, kritiserede Husserl i Speech and Phenomena (1967). Judith Butler, skrev i forordet til andenudgaven af Subjects of Desire (1987; second edition 1999), at "a grammar that is preconceived to express logical relations" er en opfindelse fra Logiske undersøgelser, som hun sammenlignede med Ludwig Wittgensteins tidlige filosofi.